# Oldsmobile 98
L'Oldsmobile 98 est une automobile du constructeur américain Oldsmobile. Elle est produite de 1941 à 1996 à travers huit générations différentes. C'est une des rares voitures à avoir porté presque toujours des jupes d'ailes.

## Galerie des générations

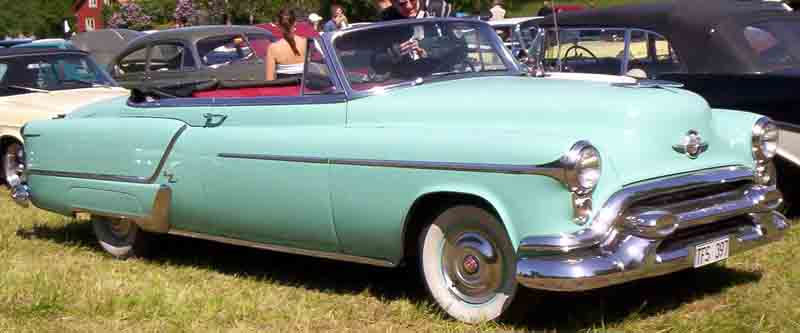
2de génération (1949-1955)
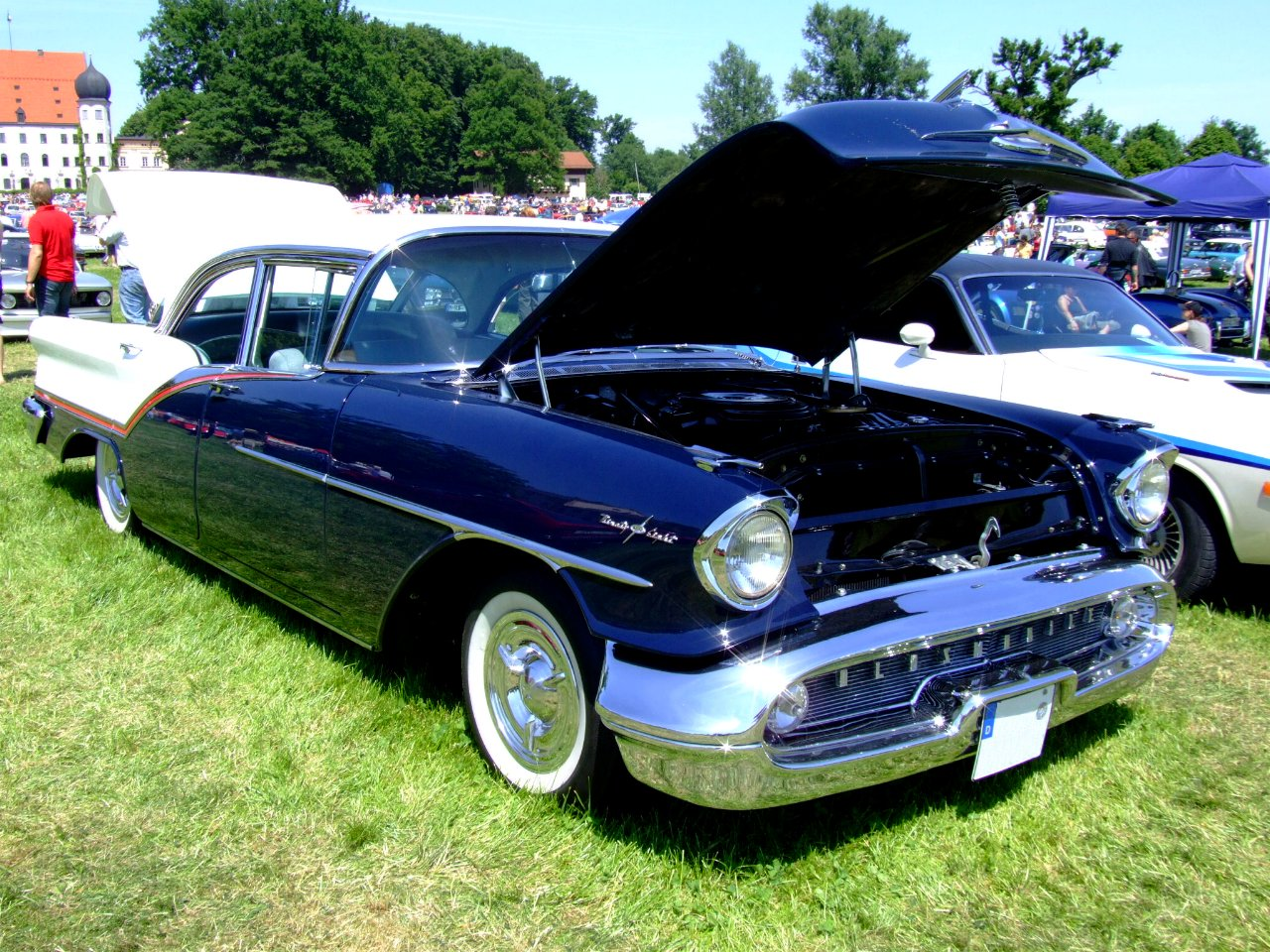
3e génération (1956-1964)
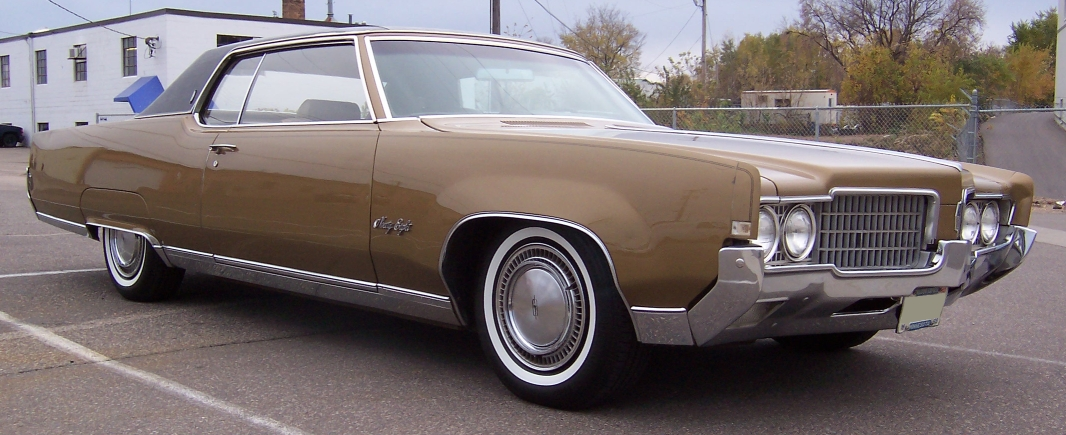
4e génération (1965-1970)
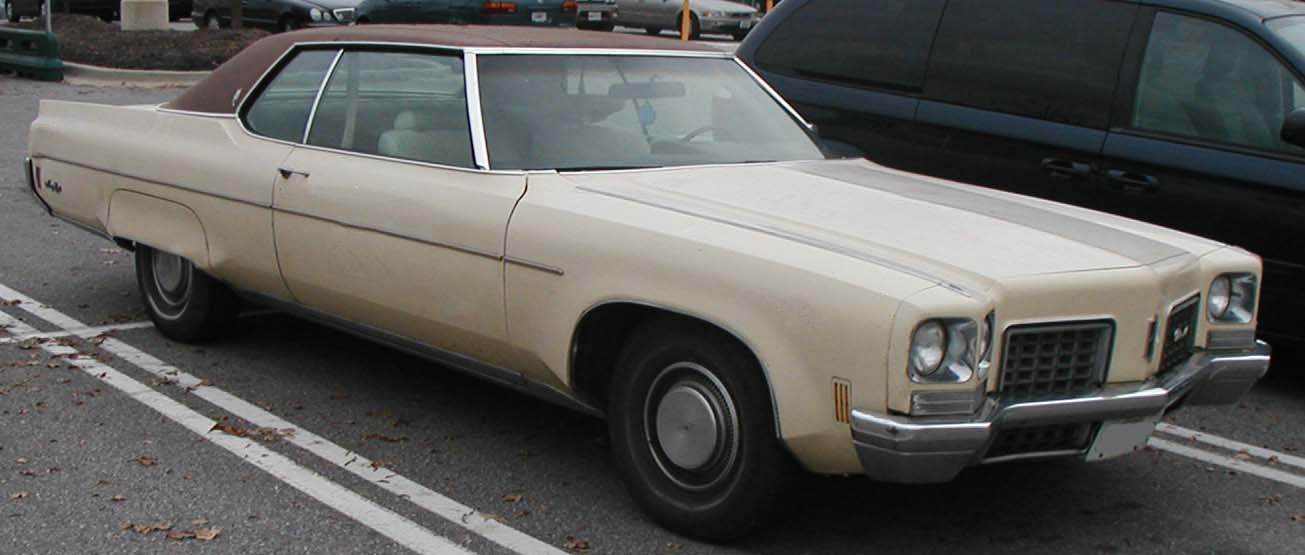
5e génération (1971-1976)
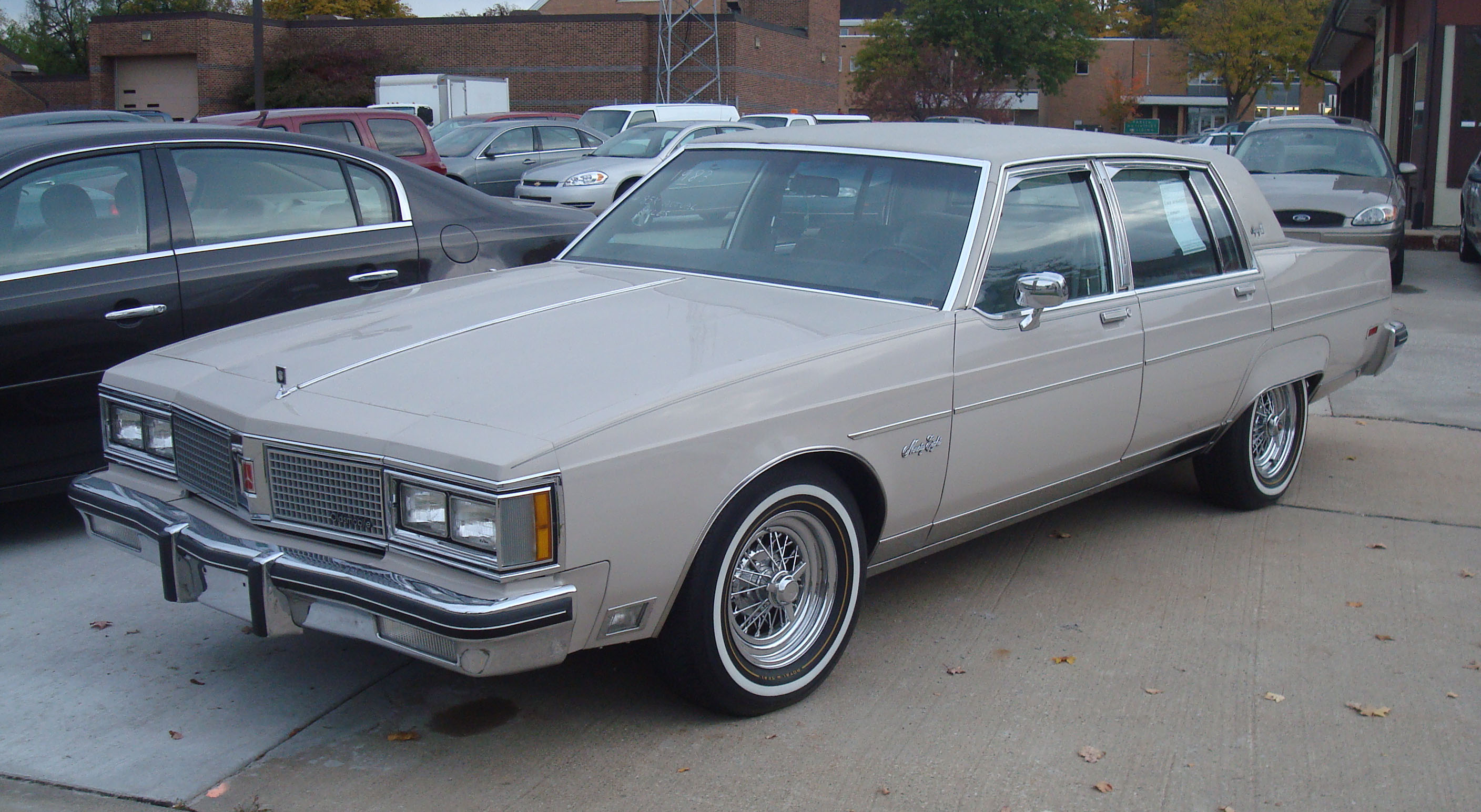
6e génération (1977-1984)
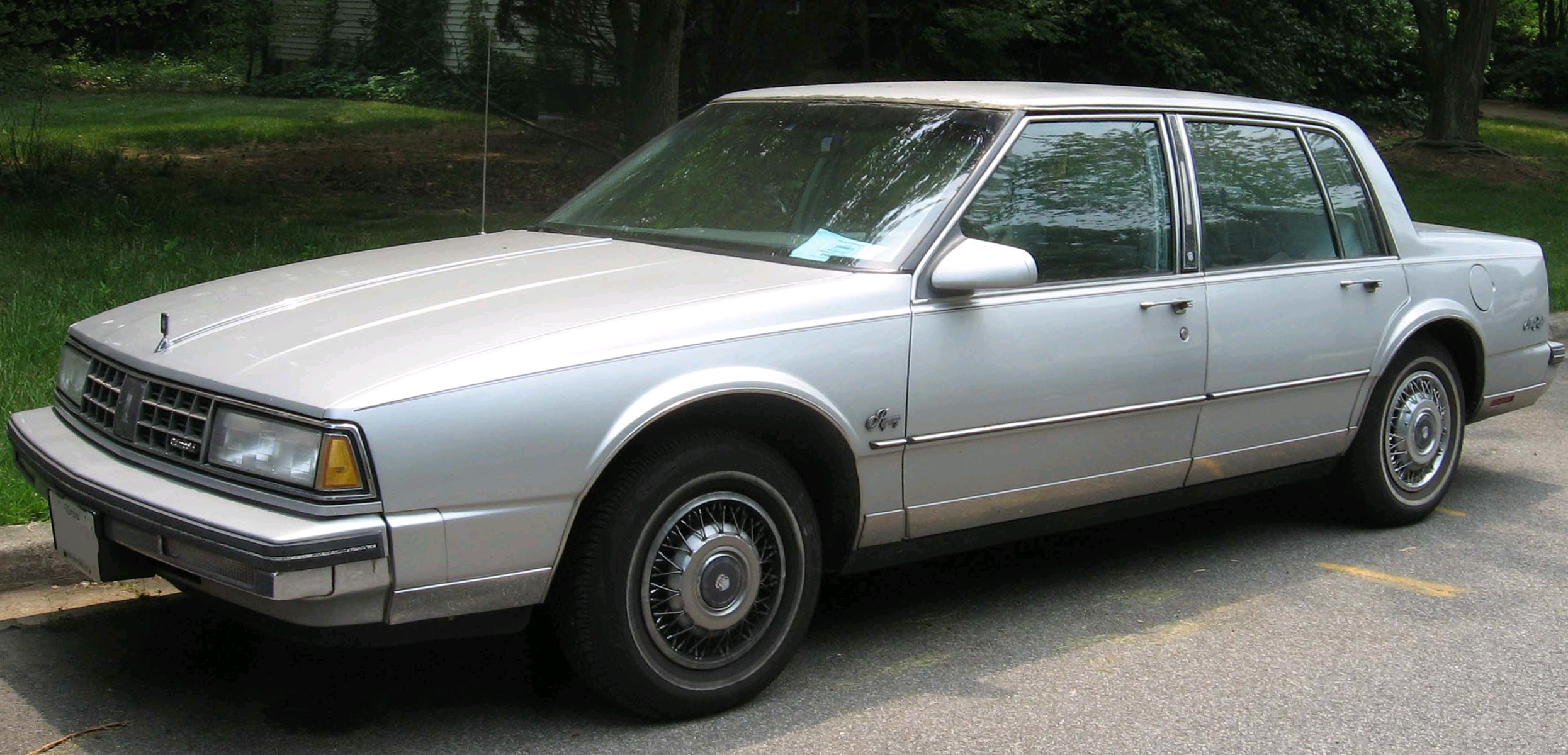
7e génération (1985-1990)
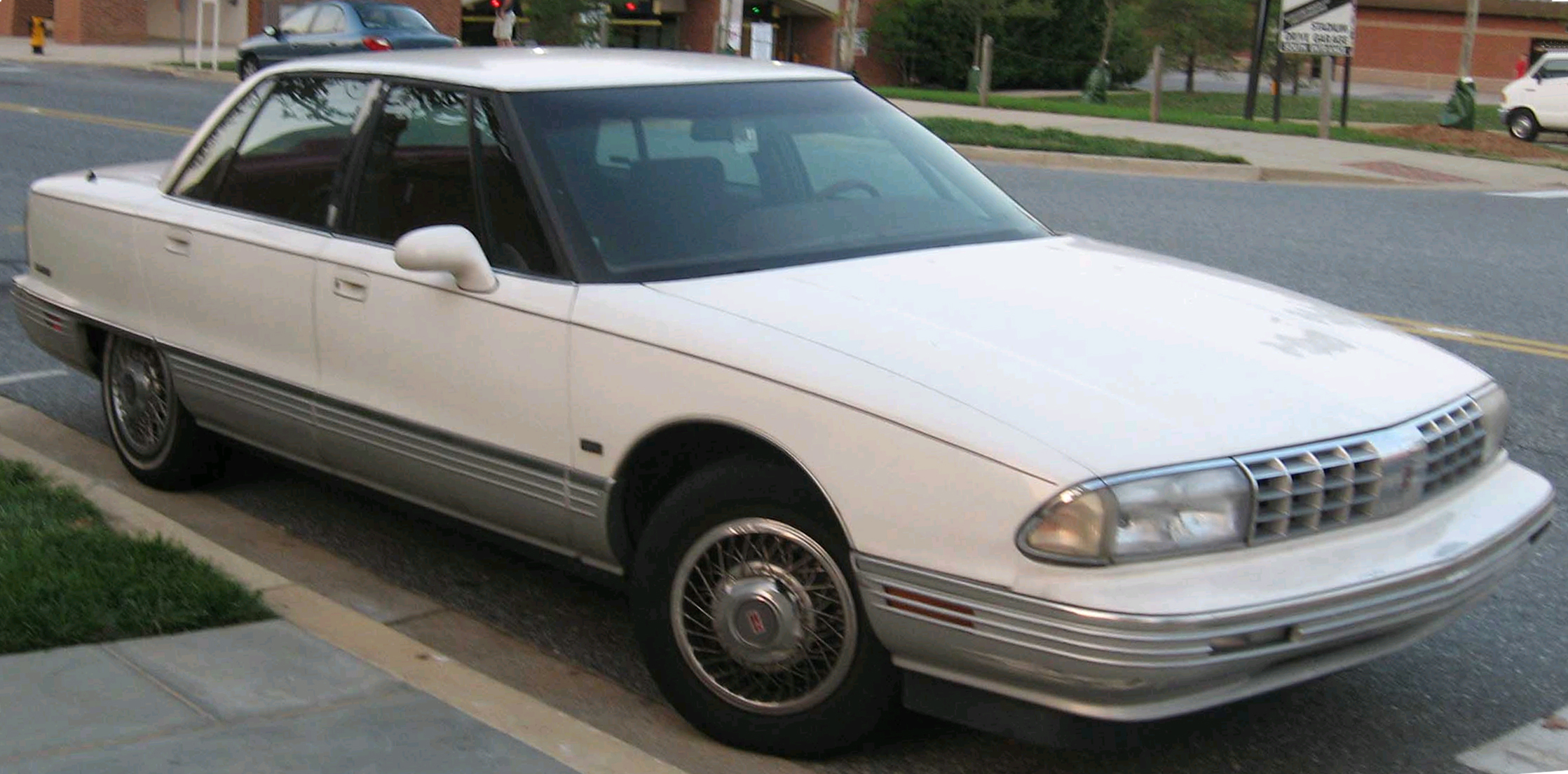
8e génération (1991-1996)